# AutoZone Park
Le AutoZone Park est un stade de baseball situé au cœur du centre de Memphis dans le Tennessee, États-Unis. 
Depuis 2000, c'est le stade des Redbirds de Memphis, équipe de baseball de la Ligue de la côte du Pacifique affiliée aux Cardinals de Saint-Louis de la Ligue majeure de baseball. Sa capacité est de 14 320 places et il dispose de 48 suites et 1 600 sièges de club.

## Événements
- Triple-A All-Star Game, 16 juillet 2003
- Voodoo Music Experience, octobre 2005
- Civil Rights Game, 31 mars 2007, 29 mars 2008

## Dimensions
- Left field (Champ gauche): 319 pieds (97,2 mètres)
- Left-center: 360 pieds (109,7 mètres)
- Center field (Champ central): 400 pieds (121,9 mètres)
- Right-center: 373 pieds (113,6 mètres)
- Right field (Champ droit): 322 pieds (98,1 mètres)

## Galerie

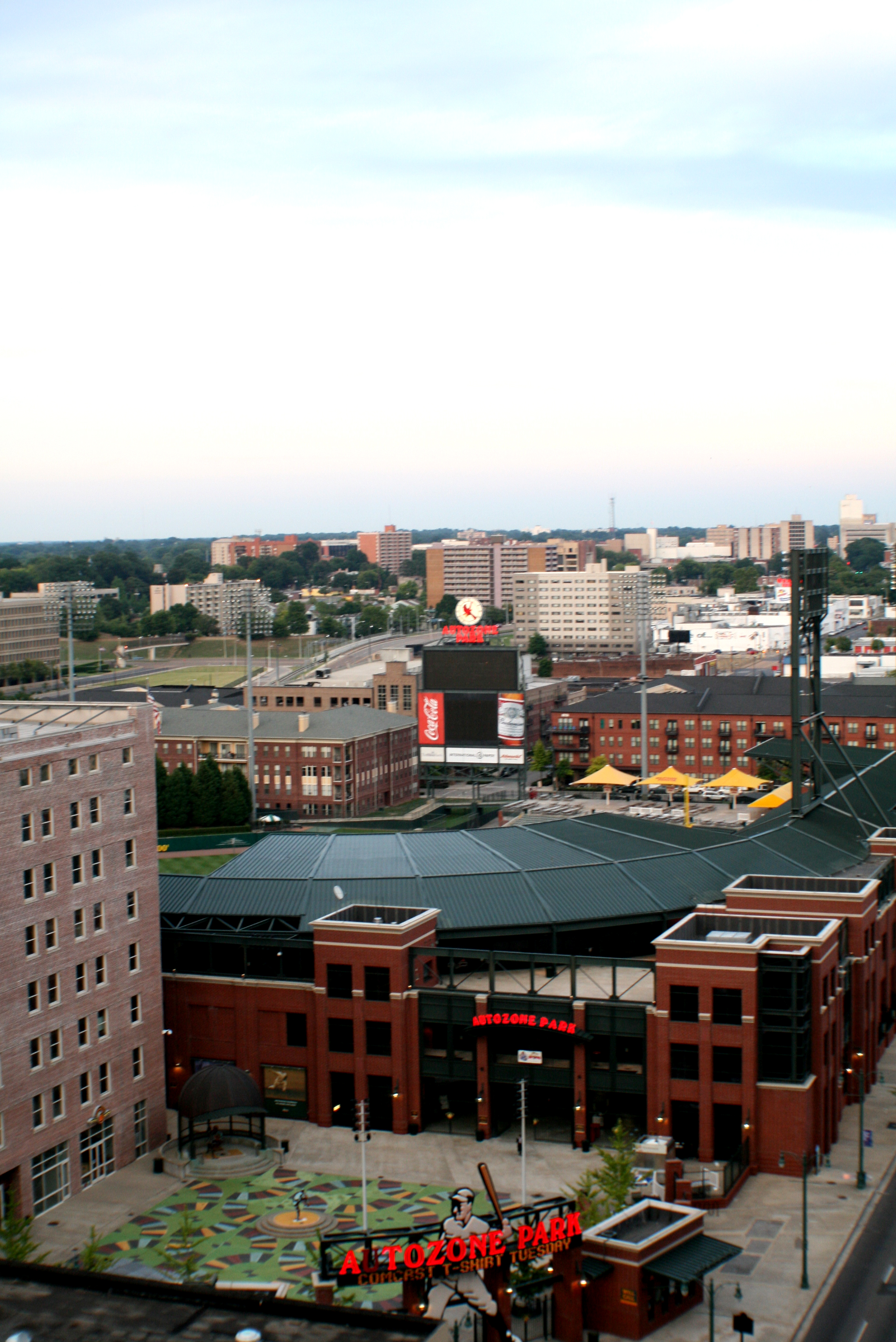
AutoZone Park
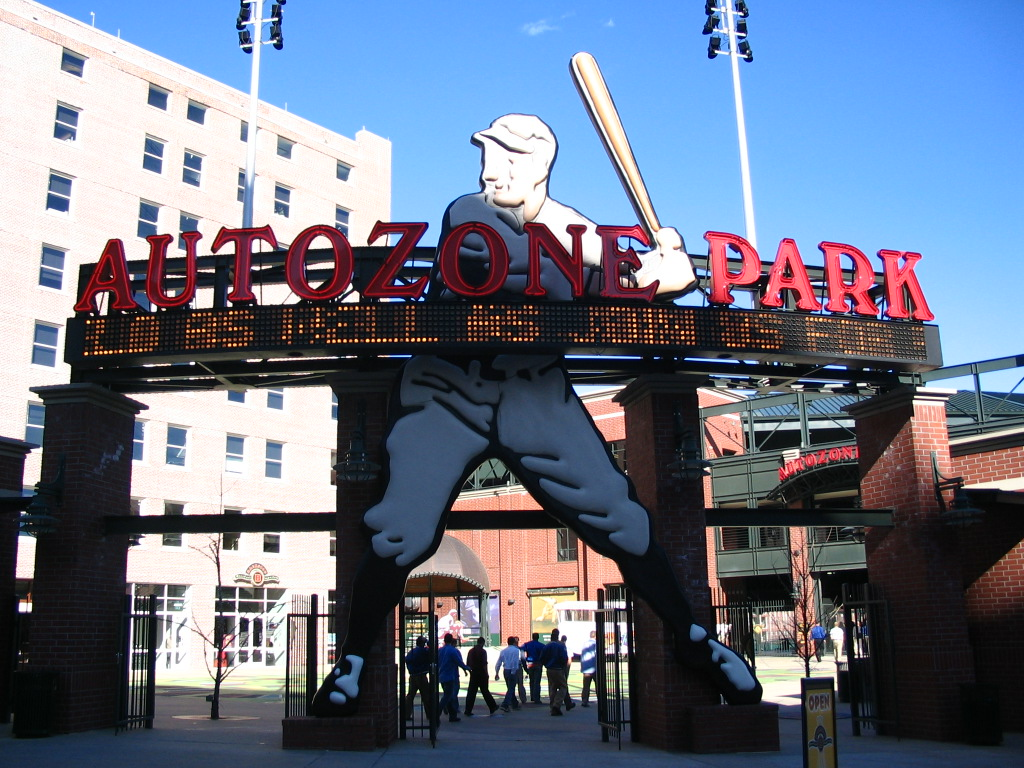
Entrée du stade